# 스니치 (영화)
《스니치》(영어: Snitch)는 2013년 공개된 미국의 범죄 액션 스릴러 영화이다. 줄거리는 소원해진 아들 제이슨 콜린스가 가장 친한 친구와 마약 거래에 연루된 후 마약단속국(DEA)에 잠입하는 존 매슈스에게 초점을 맞춘다.

## 줄거리
미주리주. 대학생 제이슨은 친구의 꼬임에 넘어가 마약이 든 택배를 집으로 받게 되고, 마약단속국(DEA)에 체포된다. 형량을 줄이려면 다른 사람을 밀고해야 하지만, 제이슨은 이를 거부한다.
건설업체를 운영하는 제이슨의 아버지 존은 제이슨과 소원한 관계를 유지하고 있었지만, 제이슨의 체포 소식을 듣고 아내를 만난다. 존은 제이슨의 예상 형량이 최소 10년이라는 것을 알게 되자 검사인 조앤에게 아들의 형량을 줄여줄 것을 부탁하며 대신 마약 밀매 정보를 제공하겠다고 약속한다.
존은 마약 유통 전과가 있지만 현재는 착실히 살고 있는 회사 직원 대니얼을 통해 지역 마약상 말릭을 소개받는다. 존은 사업 자금 확보가 급한 척하며 화물 트럭으로 마약을 무제한 운반하겠다고 제안하고, 말릭은 이를 승낙한다. 존은 DEA의 감시 아래 마약 거래를 진행한다. 거래 과정에서 경쟁 갱단의 습격을 받지만, 존은 마약왕 핀테라의 도움으로 위기를 모면한다.
그러나 DEA 요원 쿠퍼는 조직 내 직책이 더 높은 인물을 잡을 생각으로 말릭을 체포하지 않고 존이 두 번째 거래를 진행하길 원한다. 검사 조앤 역시 쿠퍼가 옳은 선택을 했다고 옹호한다. 존의 능력에 감탄한 핀테라는 1억 달러 수익이 예상되는 마약 수송을 제안하며, 이에 성공하면 상당한 사례금이 따르는 정기 운반을 맡기겠다고 말한다. 생각을 바꾼 쿠퍼는 마약 수송이 끝나면 조직에서 존을 죽일 것으로 예상된다며 존을 말린다.
존은 정부와 마약 조직 모두에게서 벗어날 계획을 세운다. 존은 마약 운반 중 감시망을 벗어나고, 대니얼은 말릭을 습격하여 죽인다. 죽기 직전 말릭은 핀테라의 전화번호를 대니얼에게 알려준다. 존은 쿠퍼가 자신과 핀테라의 휴대폰 위치를 추적하게 한다. 조직은 총격전 속에 도망치면서 존이 DEA 정보원이며 그의 아들이 제이슨임을 알게 된다.
결국 쿠퍼의 팀은 조직원들과 돈을 확보한다. 핀테라는 어린 아들 때문에 연방 요원들에게 투항한다. 존은 포상금을 대니얼에게 넘기고, 제이슨은 석방된다. 존과 그의 가족은 증인 보호 프로그램에 따라 새로운 삶을 시작한다.

## 출연진
- 드웨인 존슨
- 배리 페퍼
- 벤저민 브랫
- 해럴드 페리노
- 수전 서랜던
- 존 번솔
- 마이클 K. 윌리엄스
- 멀리나 캐너커리디스
- 네이딘 벌래스케즈
- 래피 게이브런
- 데이비드 하버
- 제이슨 더글러스
- 제임스 앨런 매큔
- J. D. 파도